# Pas l'indifférence
Pas l'indifférence (укр. «Тільки не байдужість») — пісня Жана-Жака Ґольдмана, записана в 1981 році.  Увійшла до його першого студійного альбому «Démodé».

## Про пісню
Гітарна композиція «Pas l'indifférence» має характерні ліричні мотиви французького шансону. Повільну вокальну партію Жан-Жак завершує експресивним крещендо та гітарним награванням. Пісню переспівували: і сам автор, й інші французькі виконавці.

## Фрагмент пісні
Фрагмент пісні (другий куплет і приспів):
J'accepte quoiqu'il m'en coûte

Tout le pire du meilleur

Je prends les larmes et les doutes

Et risque tous les malheurs

Tout mais pas l'indifférence

Tout mais pas le temps qui meurt

Et les jours qui se ressemblent

Sans saveur et sans couleur